# Araya (Film)
Araya ist ein französisch-venezolanischer Dokumentarfilm von Margot Benacerraf und Pierre Seghers, der 1959 in den französischen Kinos veröffentlicht wurde.

## Handlung
Der Film beschreibt das harte und entbehrungsreiche Leben der Salinenarbeiter (spanisch: „salineros“) von Araya, einer Halbinsel im Nordosten Venezuelas. Die archaische Lebenswelt der Salineros steht im Mittelpunkt des Films von Margot Benacerraf. Da diese durch die Mechanisierung der Salinen verschwand, gilt der Film heute auch als ein wichtiges Zeitzeugnis.

## Einordnung
Araya ist zwar kein neorealistischer Film im engeren Sinne, aber er kann durchaus in einer Reihe mit Robert J. Flahertys Dokumentarfilm Man of Aran (1934), Luchino Viscontis Die Erde bebt (1948) oder Roberto Rossellinis Stromboli (1950) genannt werden. Natur und Mensch scheinen schicksalshaft und untrennbar miteinander verbunden zu sein.

## Kritik
Das Lexikon des internationalen Films beschreibt Araya als einen „poetische[n] Dokumentarfilm-Klassiker“.

## Auszeichnungen
Der Film gewann den Kritikerpreis bei den Filmfestspielen in Cannes 1959. Damit war Araya der erste lateinamerikanische Film der überhaupt einen internationalen Filmpreis erringen konnte. Im Wettbewerb um die Goldene Palme unterlag Araya Marcel Camus’ später Oscar-gekröntem Filmdrama Orfeu Negro.